# Kimle
Kimle  (németül: Kimling, horvátul: Kemlja) község Győr-Moson-Sopron vármegyében, a Mosonmagyaróvári járásban.

## Fekvése
Kimle (horvátul Kemlja, németül Kimling) a Mosoni-Duna két partján fekszik, Mosonmagyaróvártól délkeletre mintegy 10 kilométer és Győrtől északnyugatra 30 kilométer távolságra. 1966-ban jött létre négy környékbeli település, Horvátkimle, Magyarkimle, Károlyháza és Novákpuszta egyesítetésével, a mai formájában pedig 2002-ben, Károlyháza kiválásával.

### Közlekedése
Közúton az 1-es főúton, illetve (az ország távolabbi részei felől) az M1-es autópályáról Lébénynél vagy Mosonmagyaróvárnál letérve érhető el a legkönnyebben; Mosonmagyaróvár felől az 1403-as út vezet a településre. Megközelíthető még az 1401-es út (a szigetközi „főút”) felől is, Hédervárnál ugyancsak az 1403-as vagy Darnózselinél az 1404-es útra kanyarodva; továbbá a Mosoni-Dunán vízen is.
Délnyugati határszélén elhalad a Budapest–Győr–Hegyeshalom-vasútvonal, melyen a legközelebbi vasúti csatlakozási lehetőséget Kimle-Károlyháza vasútállomás kínálja, Károlyháza központjában.

## Története
Régészeti leletek bizonyítják, hogy a falu területe már évezredekkel a honfoglalás előtt lakott hely volt. A horvátkimlei templom környékén római edénytöredékek és terra sigillaták kerültek elő – ott talán egy római őrtorony állhatott. A helynevek a szláv lakosság ittlétéről tanúskodnak. A nyelvtudomány mind a Novák (= újak, új telepesek), mind a Kimle helynév szláv eredetét bizonyítottnak véli. Kimle első okleveles említése „Kamana” alakban a kő szóval hozható összefüggésbe a szláv nyelvekben. A helyi szájhagyomány viszont a kémles szóból származtatja a falu nevét, mondván, hogy „innen lesték az ellenség kémeit a gyepűrendszer idején”. Novák első említése 1210-ből származik: az addig Győr vármegyéhez tartozó települést II. András ekkor adományozta Poth nádornak, a mosoni főispánnak.
A települések birtokosai gyakran változtak: Novák a Héderváry-uradalomhoz tartozott, míg Kimle híresebb birtokosai közül a Seide, a Tankházi, majd a Nagylucsei család neve említhető. A 16. század elején Nagy-, ill. Kis- előtaggal különböztetik meg egymástól a két Kimlét. Az 1529. évi, Bécs elleni török hadjárat során mindkettő elpusztult. Ezt követően a földesuraik mindkét faluba horvátokat telepítettek. Ennek az időpontját a kimlei horvátok egy burgenlandi oklevél alapján 1534-re teszik, az újabb kutatások szerint azonban valószínűbb, hogy a telepítés csak az 1540-es évek közepén történt. Az újabb, 17. századi pusztítások miatt az 1659. évi egyházlátogatási jegyzőkönyv a későbbi Horvátkimlét „Puszta Kémlye” néven említi. Ugyanez a forrás leírta a falu Mihály arkangyal tiszteletére szentelt templomát, melynek plébánosa ekkor Terbus János volt; míg „Bellsző Kémlyén”, ahol főként kálvinisták laktak, a prédikátor Verboi György. Az első iskolamestert név szerint 1680-ból ismerjük: Strigovsich György mindkét falu gyermekeit oktatta. Újabb horvát betelepülők 1685 táján érkeztek a Muraközből, a Dráva és a Száva vidékéről. 1696-ban már mint „Horvath Kemle”, ill. mint „Tulso sive Magyar Kemle” említik a katolikusok lakta két községet, és ez is marad a nevük az egyesítésig.
A 18. században megmaradt Horvátkimle horvát jellege, Magyarkimle viszont magyarosodni kezdett. 1767 táján Magyarkimlére rk. németeket telepítettek Bajorországból, akik 1800 felé már a lakosság felét alkották. Vályi András 1796-ban ezt írta Magyarkimléről: „sík határja nem nagy, két nyomásbéli, mellyen az őszi és tavaszi vetés tűrhető módon meg terem, réttye és legelője tsekély, erdeje is tsak bokros, piatzok Magyar-Óváron”, míg Horvátkimléről: „róna földgye két nyomásbéli, leg inkább kétszeres búzát, árpát terem, réttye, erdeje, szőleje nints, nagyobb részént fuvarozással és kereskedéssel keresik élelmeket”.

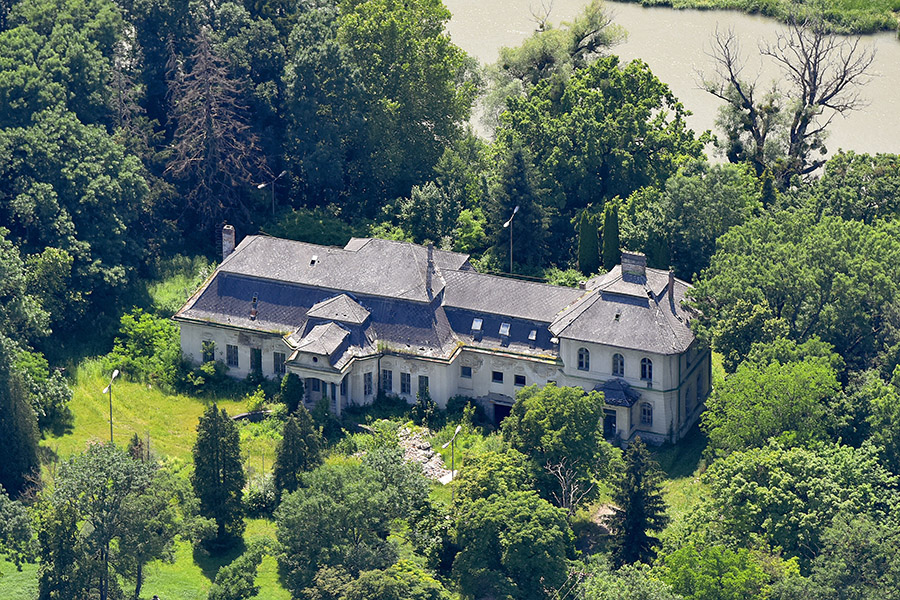
Az Andrássy-kastély légi fotón

A jelentős gazdasággal bíró Novák a 19. század második felében az Andrássy grófok kezére került. Ők csinos vadászkastélyt építtettek, ami a 20. század elején nyerte el a mai alakját.
A település iskolája 1911-ben kezdte meg a működését; az első tanítója Érsek Imre volt. Az 1920-as évektől Mauthner Henrik szesz- és keményítőgyára, valamint malma működött a pusztán, mintegy 80 embert foglalkoztatva.
1938-ban Horvátkimle 994 lakosából 805 őstermelésből, 72 iparból, 40 alkalmazotti fizetésből, 37 pedig nyugdíjból élt, míg Magyarkimlén, Novákpusztát és Máriamajort is ide számítva, 675 személynek az őstermelés, míg 114 főnek az ipar adott kenyeret.
A második világháború nem csupán harctéri áldozatokat követelt a közösségtől, de Magyarkimlét a kitelepítés is sújtotta: mintegy 70 „sváb” lakosnak kellett elhagynia a szülőföldjét. A kitelepítést kísérő, halálos áldozatot is követelő túlkapások az itt maradókat is visszahúzódásra késztették, ami évtizedeken át nem tudott feloldódni.
A magyarkimlei Rákóczi Tsz 1949-ben alakult, és 1956-ban sem oszlott fel teljesen. A novákpusztai Búzakalász Tsz 1959-ben egyesült a Rákóczi Tsz-szel; ugyanebben az évben alakult a horvátkimlei Kis-Duna Tsz, mely évtizednyi önállóság után ugyancsak az 1960-as években országosan is kiemelkedő Rákóczi része lett.
A két Kimle iskolája már 1948-ban egyesült. Novákpuszta és az „Állami Gazdaság” (a mai Károlyháza) iskoláinak a felső tagozata 1961/62-ben csatlakozott a kimlei iskolához, ami az 1960–70-es években több új épülettel gyarapodott. Az 1980-as években azután az alsó tagozatosok is bekerültek Kimlére – így lett teljes az iskolák „körzetesítése”. Az intézmények egyesülését a települések egyesülése követte 1966-ban: így jött létre a mai, dinamikusan fejlődő Kimle. Ugyanezen évben avatták fel a községeket összekötő új, korszerű hidat, ami a II. világháború utáni Budapest ideiglenes Kossuth hídja egyes elemeinek a fölhasználásával készült.
Kimle lakóinak a száma 1996 végén 2862 fő volt. A településen az ivóvíz-, ill. a szennyvízcsatorna-hálózat kiépült. Távbeszélő-fővonallal 458 előfizető rendelkezik. Az orvosi rendelő új épülete 1996-ban készült el, a fogorvosi rendelőt a művelődési házban alakították ki. Gyógyszertár, védőnői szolgálat, szociális étkeztetés, házi szociális gondozás, valamint állatorvos is működik itt. 28 kiskereskedelmi üzlet – ebből 8 vegyesbolt –, 17 vendéglátóipari egység és egy TÜZÉP-telep áll a lakosság rendelkezésére.
A két óvodában 11 óvodapedagógus 141 gyermeket, az általános iskolában 30 pedagógus 234 tanulót oktatott 1997-ben. A művelődési házban egy főállású népművelő szervezi a falu kulturális életét: amatőr (néptánc-, színjátszó, citera-, tambura-) együttesek, tanfolyamok, klubok és alkotókörök működnek itt, és rendszeresek a szórakoztató és ismeretterjesztő rendezvények. Hetente kétszer van nyitva a 11 ezer kötetes, német és horvát nyelvű állományt is tartalmazó könyvtár. A hagyományokat ápolja az 1980-as évek közepén alapított horvát klub; híres immár a felnőtt horvát énekkar, és egyre gyakrabban szerepel az ifjúsági is. A falu kulturális életét több alapítvány is támogatja.
A lakosság döntő többsége rk. vallású; mellettük néhány evangélikus, baptista és Jehova Tanúja család lakik a faluban. A település három rk. temploma Magyarkimlén, Horvátkimlén és Novákpusztán működik. A nemzetiségi kisebbségek aránya 1997-ben: horvát 10%, német 2%. A falu lélekszáma lassú mértékben, de növekszik: a fiatalok szívesen telepednek le és egyre több külföldi vásárol házat itt. Viszonylag magas a születések száma, így a falu „fiatalodik”.
Nagyon gazdag a település hagyományvilága. A horvát népszokások közül az ún. Borbála-járás a leghíresebb, ami hazánkban egyedül e településen maradt fenn: a december 3-án este fehér ruhába öltözött nők által gyakorolt, gyermekeket tanító és megajándékozó célzatú népszokásról számos tudományos értekezés született már. Ugyancsak értékes a horvátok óévbúcsúztató, újévköszöntő szokása, míg Magyarkimléről a gyermekek nagyheti kereplését és annak köszöntőit emelhető ki. Megemlítendő továbbá, hogy több népszokás újjáéledőben van: a lucázást például a magyarkimlei óvodások keltik életre napjainkban.
A két sportpályán, valamint az egykori kiváló sportvezető-iskolaigazgató, Holló László nevét viselő, 1988-ban átadott sportcsarnokban labdajátékokra, tornára van lehetőség; nyáron a két kemping egyikében kajak és kenu kölcsönözhető. Kimle labdarúgócsapata a megyei harmadosztályban szerepel.
Novákpuszta lélekszáma jelenleg 335 fő. A településrészen klubkönyvtár, valamint orvosi vizsgáló működik. Az itt élők egy részének egy fácánnevelő ad munkát, míg a többség ingázó.

## Közélete

### Polgármesterei
- 1990–1994: Kárpáti Zsolt (SZDSZ)[4]
- 1994–1995: Kárpáti Zsolt (SZDSZ)[5]
- 1996–1998: Eller Gizella (független)[6]
- 1998–1999: Zelhofer Ernő (független)[7]
- 1999–2002: Dr. Ördög Vincéné (független)[8]
- 2002–2006: Dr. Ördög Vincéné (független)[9]
- 2006–2010: Balsay Zsuzsanna (független)[10]
- 2010–2014: Balsay Zsuzsanna (független)[11]
- 2014–2019: Eller Gizella (független)[12]
- 2019–2024: Eller Gizella (független)[13]
- 2024– : Eller Gizella (független)[1]

A településen 1996. január 14-én és 1999. szeptember 19-én is időközi polgármester-választást tartottak, az előbbi esetben Kárpáti Zsolt lemondása, utóbbi alkalommal Zelhofer Ernő halála miatt.

## Népesség
A település népességének változása:
| Lakosok száma | 2277 | 2269 | 2285 | 2190 | 2301 | 2376 | 2364 |
|               | 2013 | 2014 | 2015 | 2021 | 2022 | 2023 | 2024 |

A 2011-es népszámlálás során a lakosok 81,5%-a magyarnak, 13,5% horvátnak, 11,8% németnek, 0,3% románnak, 0,2% szlováknak mondta magát (18,1% nem nyilatkozott; a kettős identitások miatt a végösszeg nagyobb lehet 100%-nál). A vallási megoszlás a következő volt: római katolikus 63,3%, református 0,9%, evangélikus 0,3%, görögkatolikus 0,1%, felekezeten kívüli 5,1% (29,3% nem nyilatkozott).
2022-ben a lakosság 90,5%-a vallotta magát magyarnak, 6% horvátnak, 4,9% németnek, 1% szlováknak, 0,7% ukránnak, 0,5% cigánynak, 0,2% románnak, 1,5% egyéb, nem hazai nemzetiségűnek (7,3% nem nyilatkozott; a kettős identitások miatt a végösszeg nagyobb lehet 100%-nál). Vallásuk szerint 49,5% volt római katolikus, 1,6% református, 0,3% evangélikus, 0,3% görög katolikus, 0,1% ortodox, 1,2% egyéb keresztény, 1% egyéb katolikus, 9,9% felekezeten kívüli (36% nem válaszolt).

## Nevezetességei
- A 201 m² alapterületű, Sarlósboldogasszony tiszteletére szentelt magyarkimlei templom a 13. században épült; 1692-ben bővítették barokk stílusban; az 1992-ben befejezett műemléki helyreállítás román kori kapubélletet és néhány lőrésszerű ablakot tárt fel.
- A Mihály arkangyal arkangyal tiszteletére szentelt, 224 m² alapterületű horvátkimlei templom 1780-ban nyerte le jelenlegi formáját, korábbi eredetéről a szentély gótikus részletei árulkodnak. Mindkét templom külső falán emléktábla örökíti meg a világháborúk helyi áldozatainak nevét.
- A horvátkimlei templom környéke számos látnivalót kínál. Közvetlen mellette látható Mate Mersich-Miloradić 1933-ban állíttatott emlékműve, Balázs Árpád fafaragó alkotása. A közelében álló obeliszket 1949-ben emelték az itt nyugvó magyar és horvát honvédek tömegsírja fölé, néhány méterrel odébb
- a horvátok letelepedésének 450. évfordulóján állított emlékmű található. A templomtól a temető kapujáig vezető út két oldalán 1932-ben ültettek gesztenyefasort a háborúban elesettek emlékére, minden fa előtt kis oszlop állt a halott nevével és hősi halálának helyével. E fasorban állították fel a keresztút fából faragott stációit: Krepsz István és Balázs András közös alkotását 1993-ban szentelte fel Pápai Lajos megyés püspök.
- A település köztéri szobrai közül a magyarkimlei templom közelében álló Szentháromság-szobrot érdemes kiemelten említeni. A magyarkimlei temetőben értékes régi síremlékek láthatók.
- Figyelemre méltó a novákpusztai kastély, amely az utóbbi években szállóként működött, jelenleg eladásra vár. A község természeti környezete kiváló túralehetőségeket kínál:  a Mosoni-Duna két partja is védett természeti terület a kisrégióra jellemző növény- és állatvilággal.

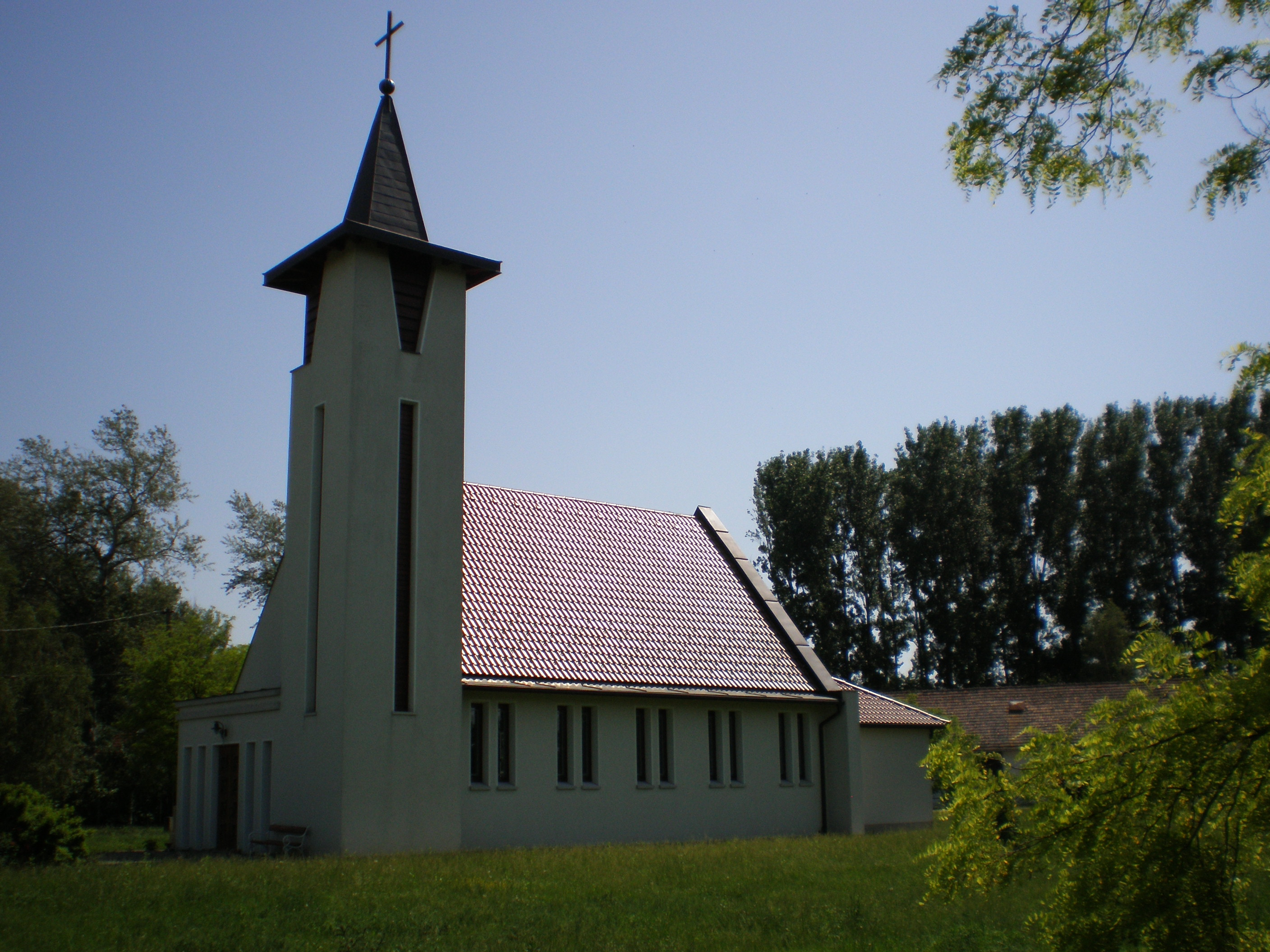
Novákpuszta, templom
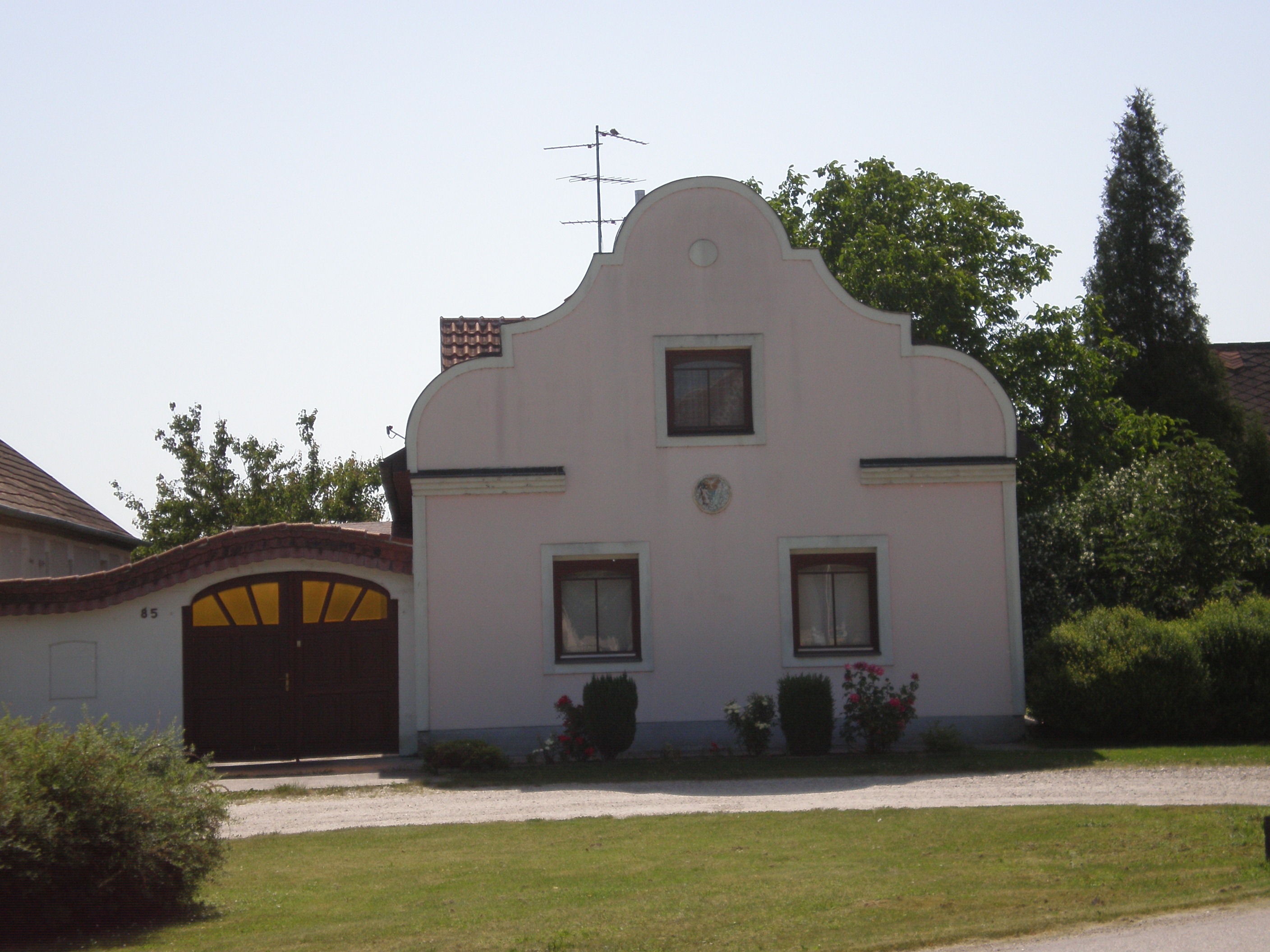
Magyarkimle, oromfalas parasztház
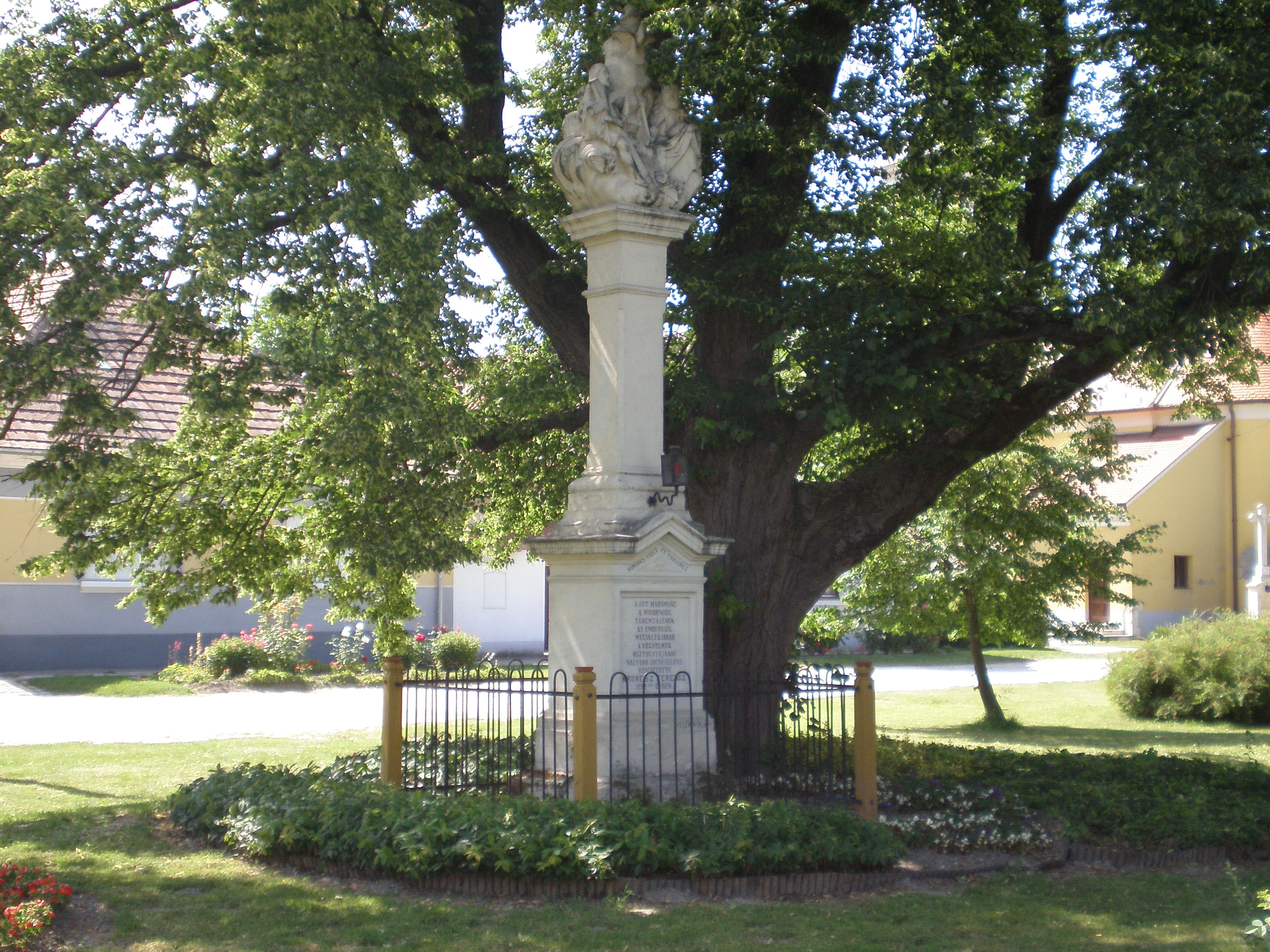
Magyarkimle, Szentháromság-szobor
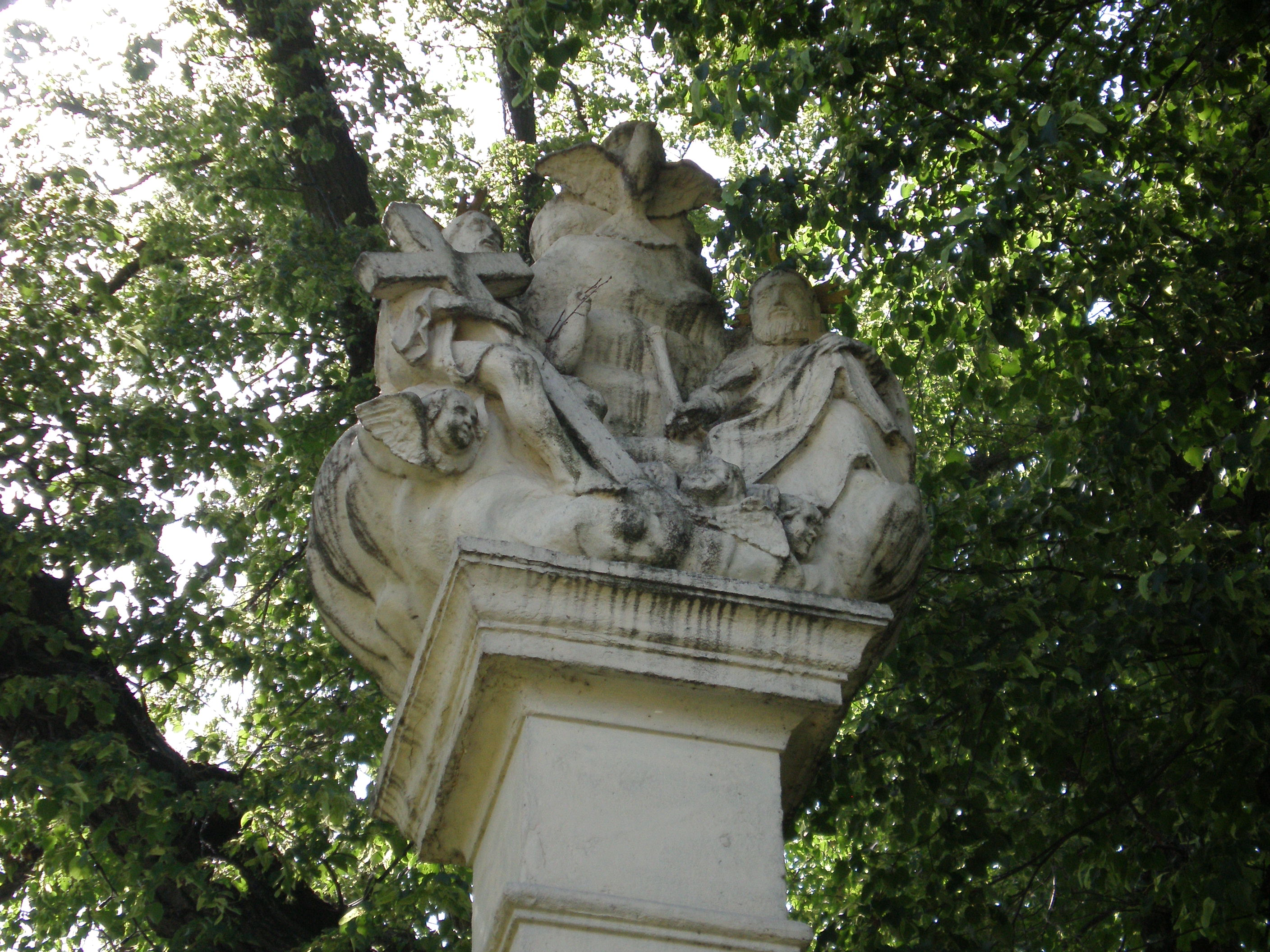
Magyarkimle, a Szentháromság-szobor csúcsdísze
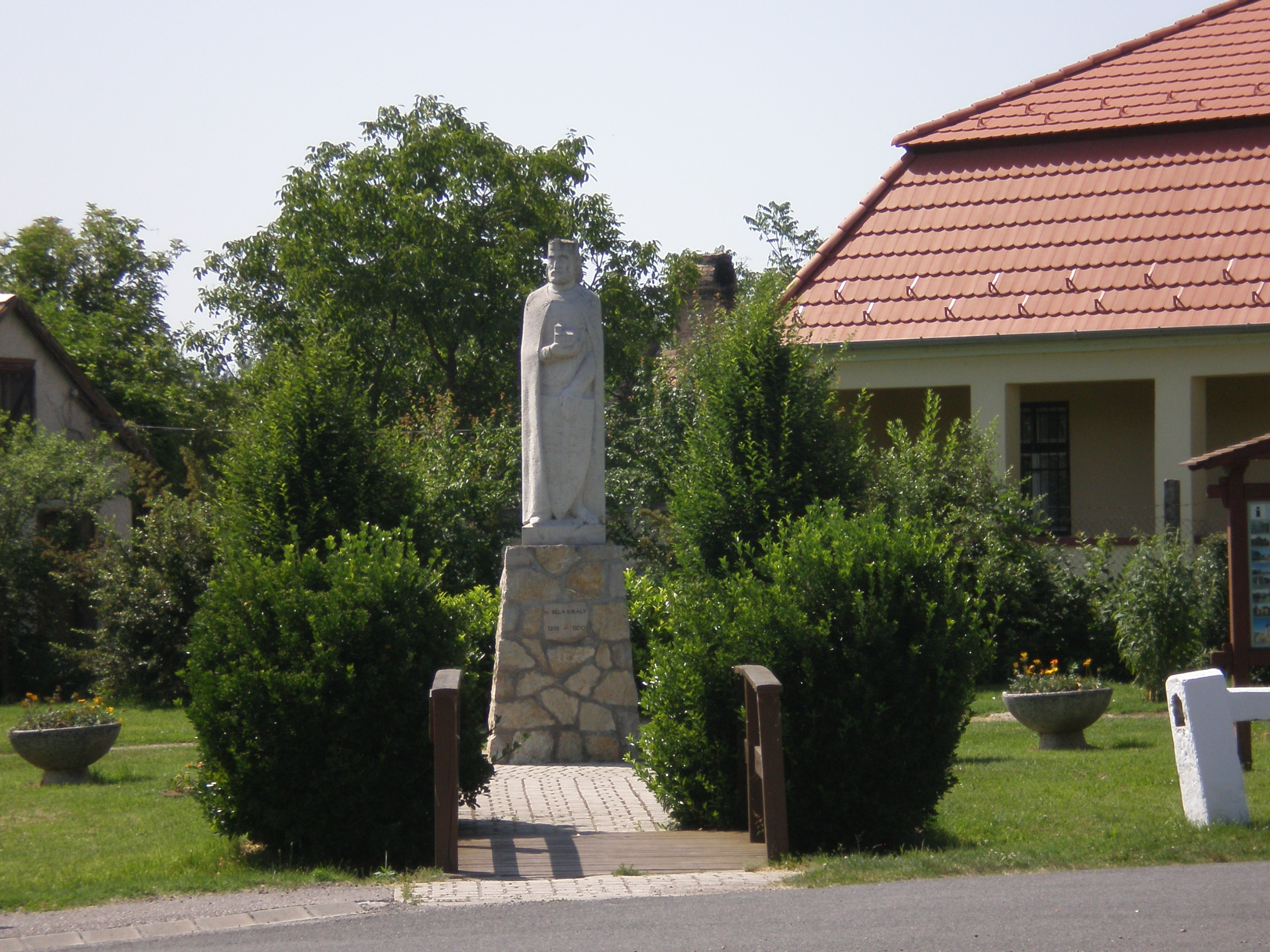
Magyarkimle, IV. Béla király szobra
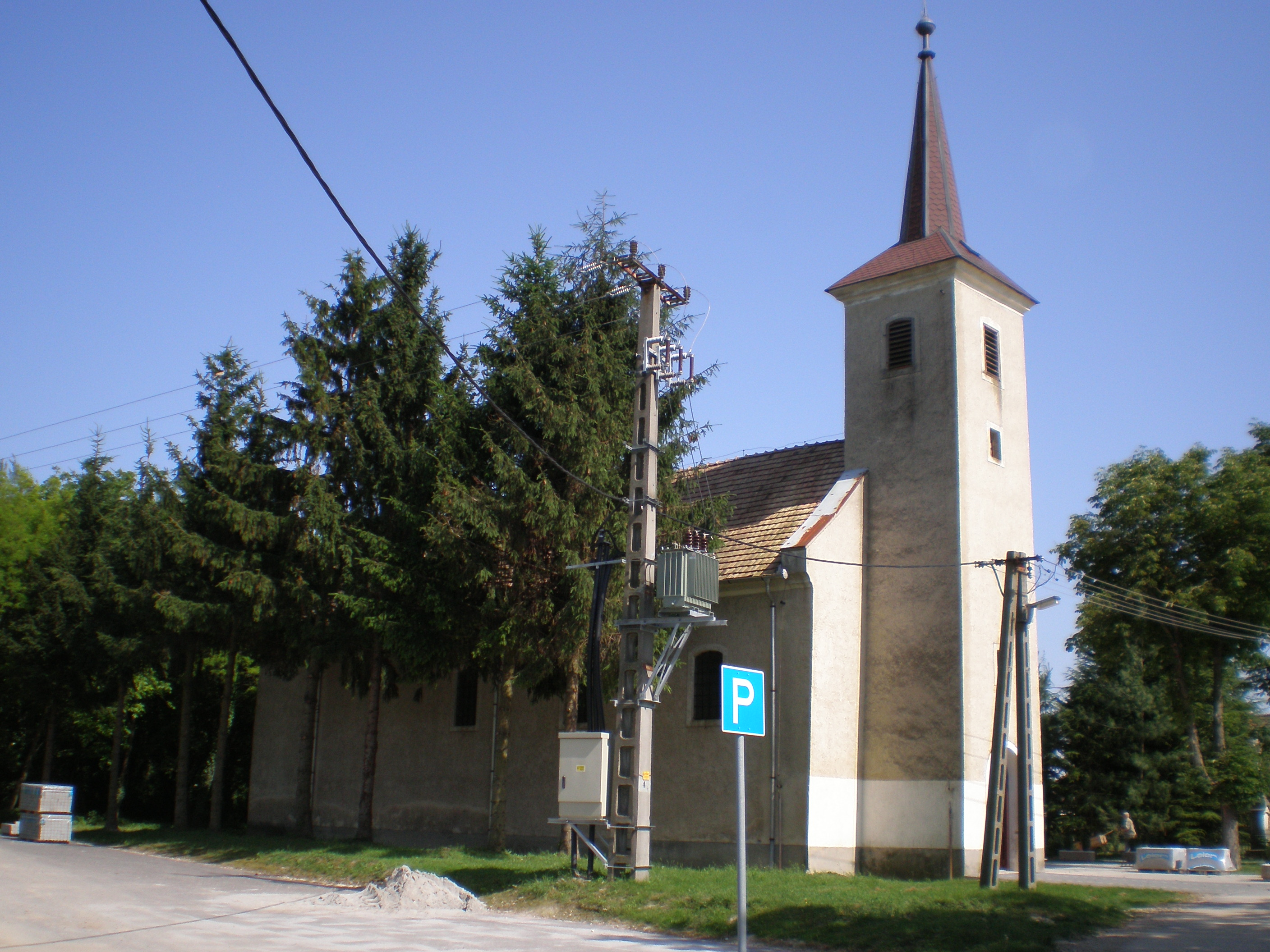
Horvátkimle, Szent Mihály templom
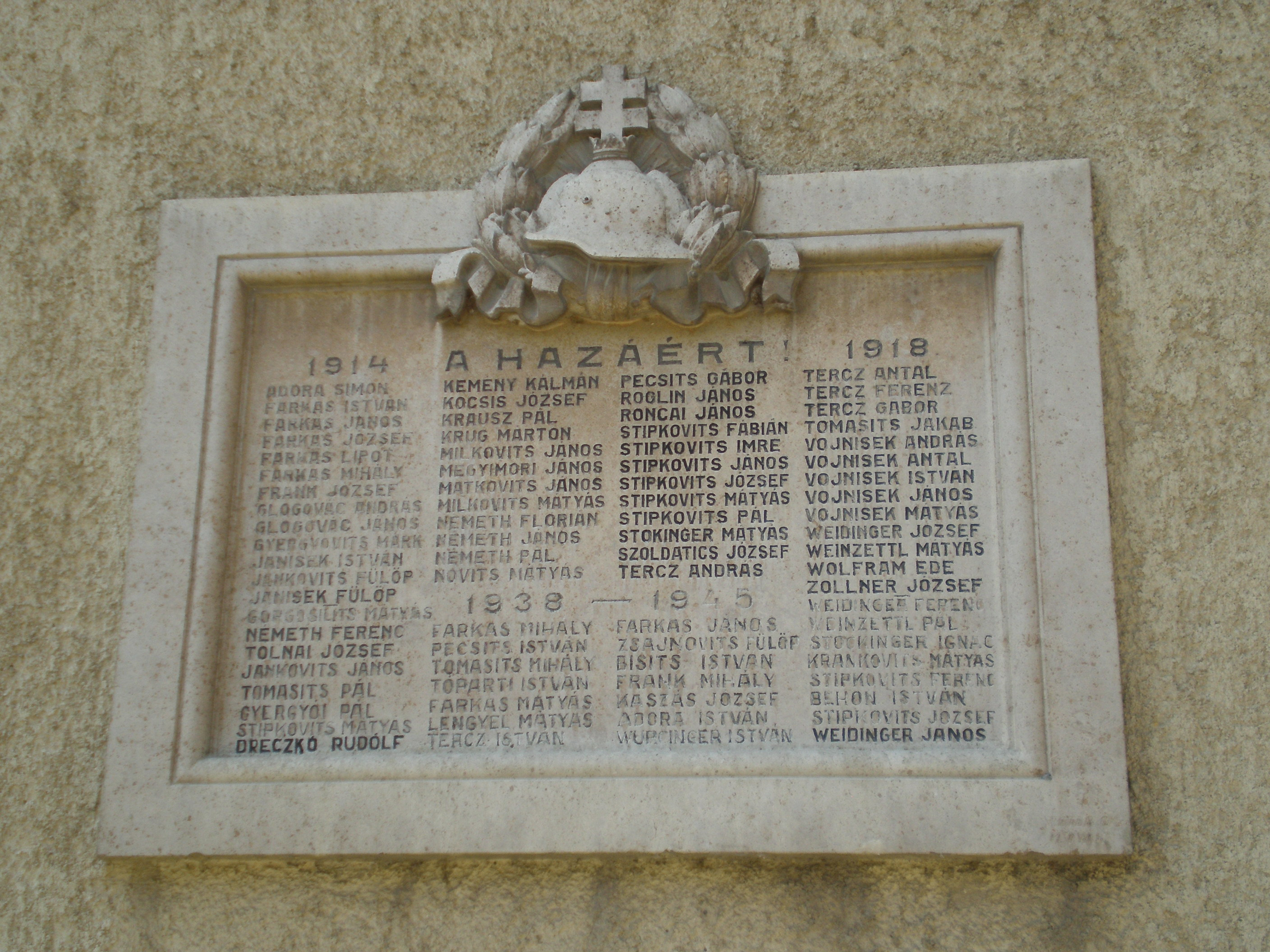
Horvátkimle, világháborús áldozatok emléktáblája
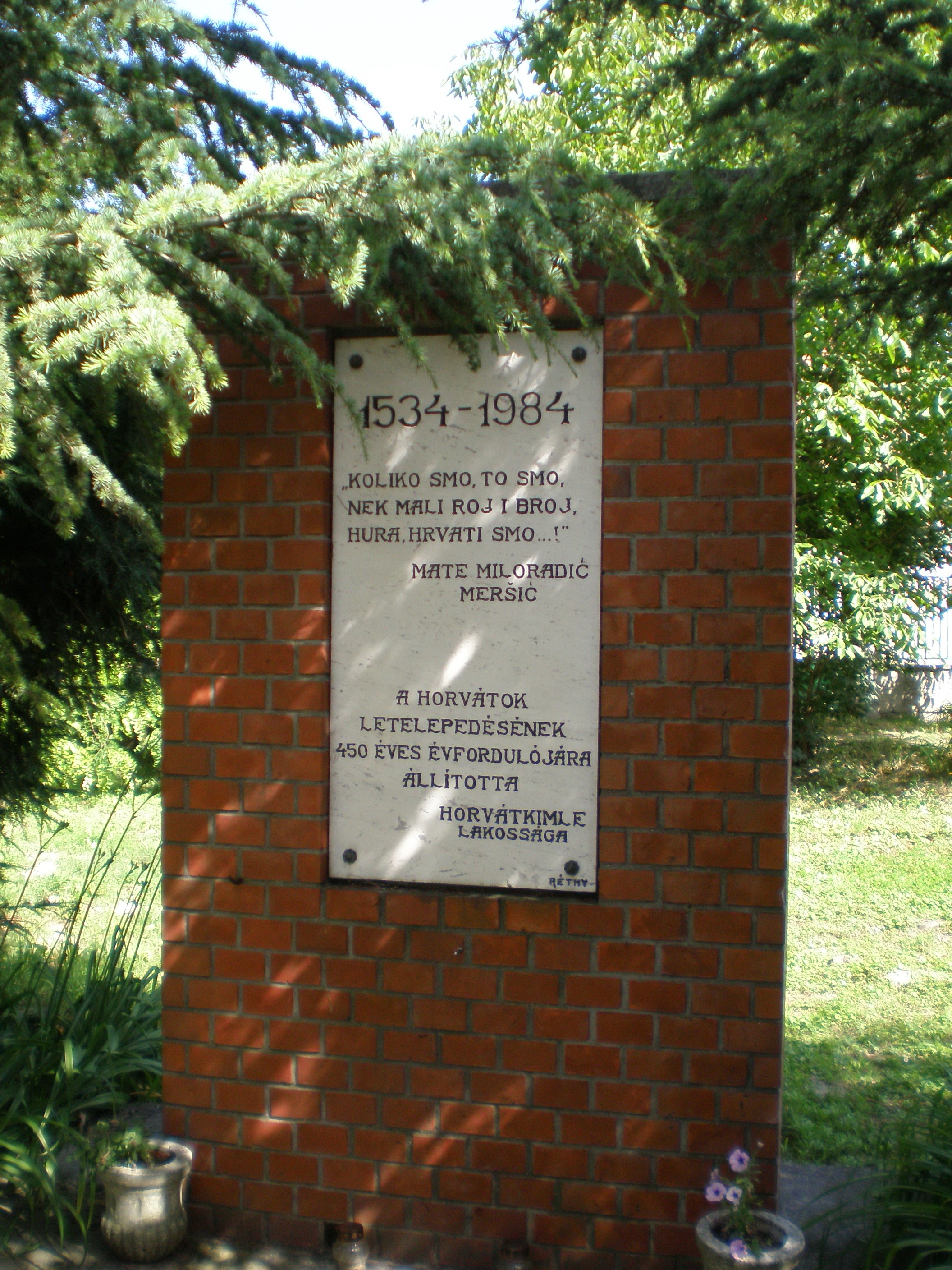
Horvátkimle, a horvátok letelepedésének emlékműve
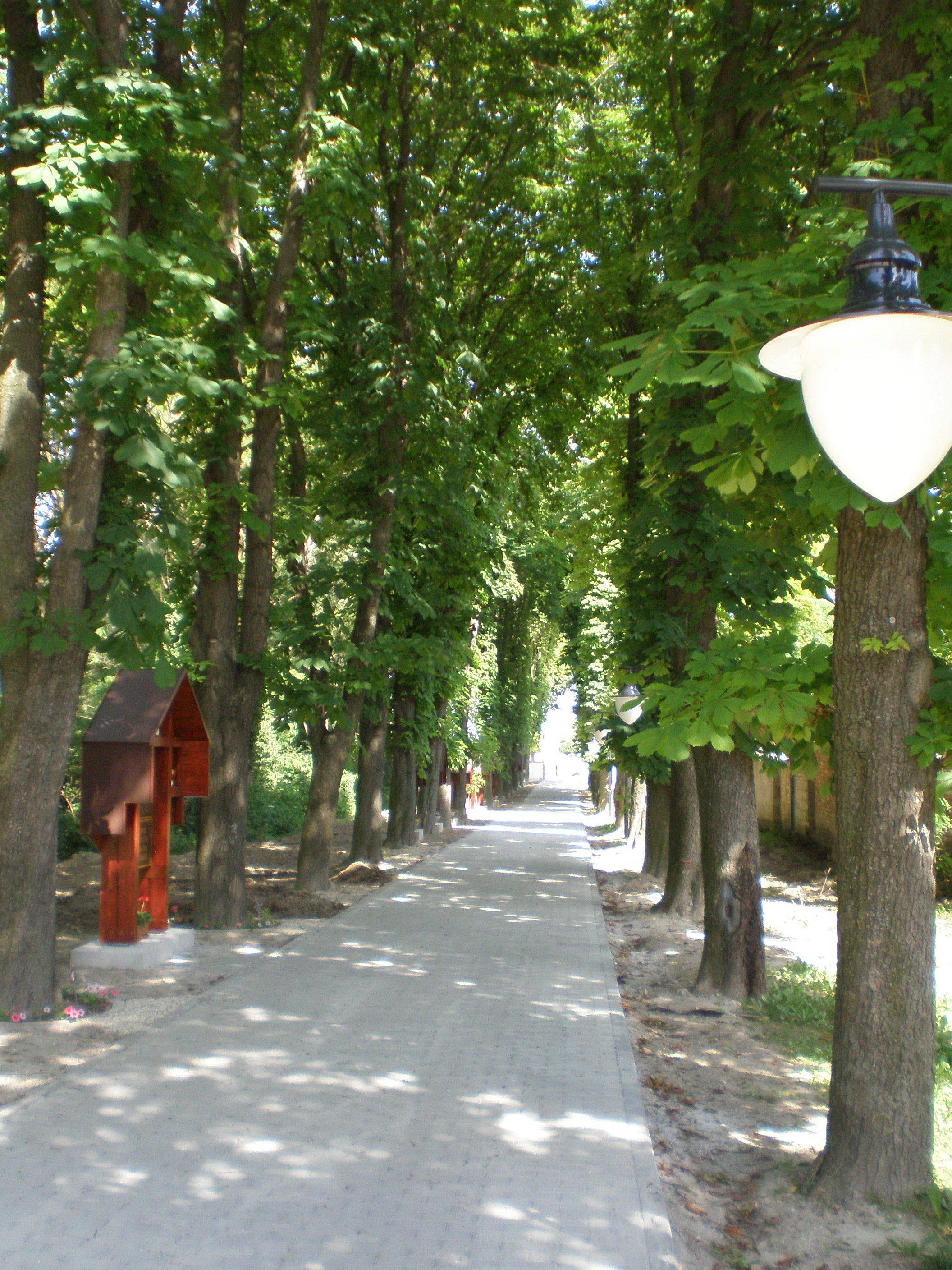
Horvátkimle, gesztenyefasor a világháborúban elesettek emlékére
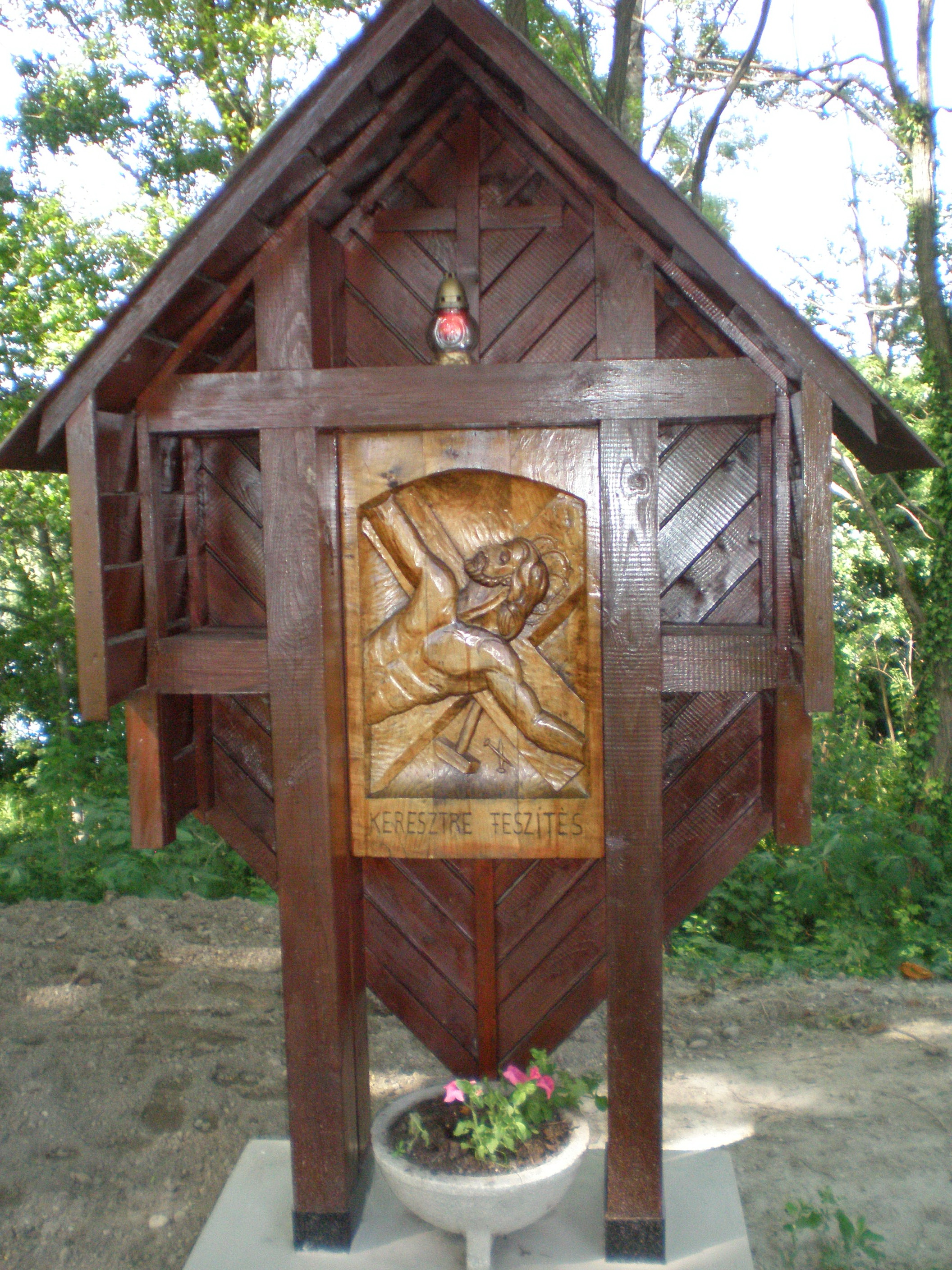
Horvátkimle, a keresztút fából faragott stációi közül a keresztre feszítés
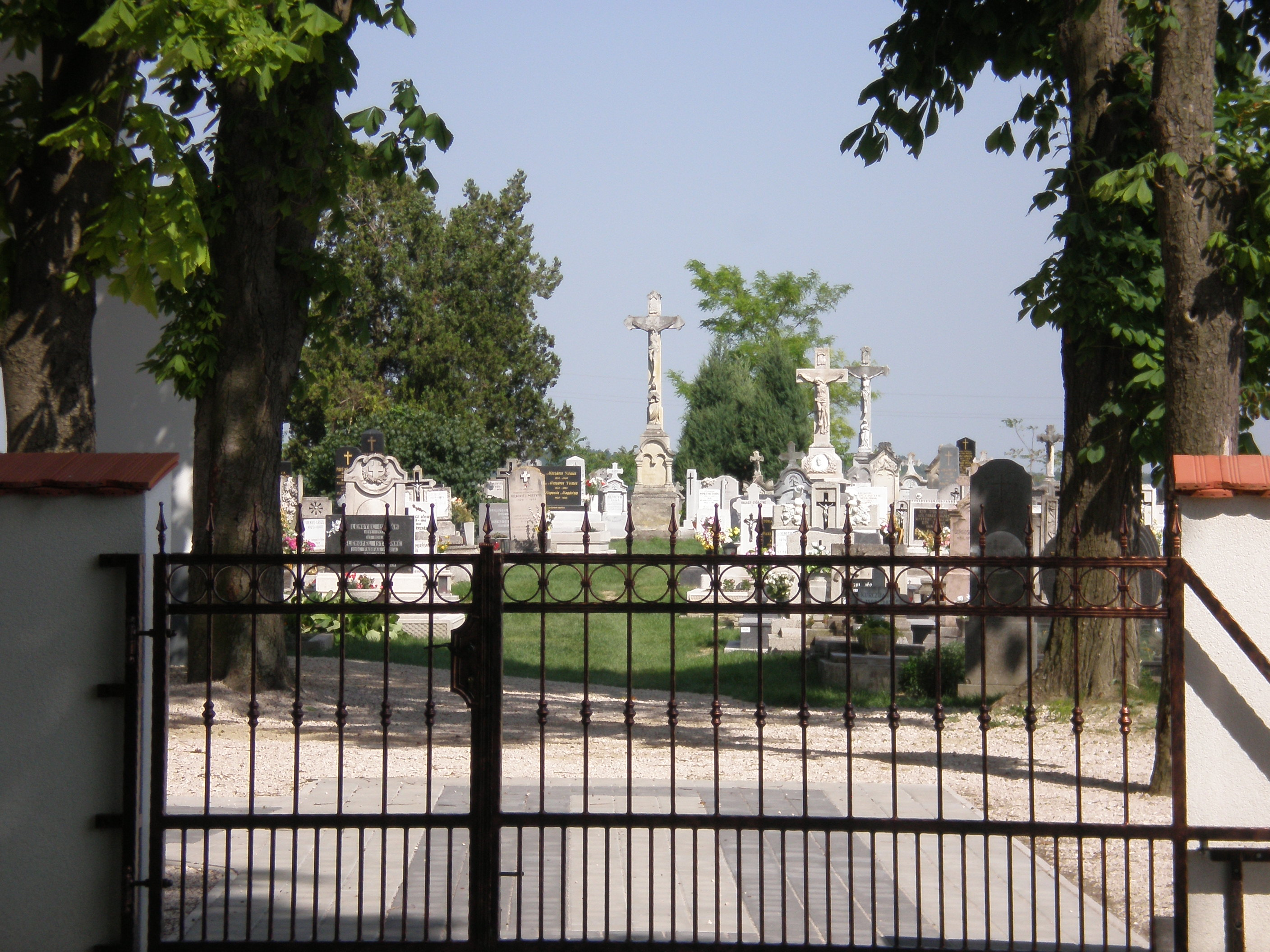
Horvátkimle, a temető bejárata